# ぼくたちの家族
『ぼくたちの家族』（ぼくたちのかぞく）は、早見和真による日本の小説。

## 概要
著者の早見和真が自らの実体験を元に描いた作品。自らの母親が2008年に余命宣告を受け、新たな病院を探していた2010年1月から連載を開始。過酷な状況下であったが、母親が亡くなってからでは美化してしまうと考えてあえてこの時期からの執筆に踏み切った。当の母親も「私の治療費を取り返して」と応援してくれ、父親も息子が小説を書いていることを喜び、周りに配っているという。母親は5年の闘病後、2013年9月に亡くなっている。
2011年3月に「砂上のファンファーレ」というタイトルで単行本が発売されたが、2014年、今作を原作とする映画の公開を機に改題され、映画のタイトルと統一されて文庫化された。

## 映画
石井裕也監督により約3年の歳月をかけて映画化され、2014年5月24日に公開された。同年8月21日から9月1日にカナダで開催される第38回モントリオール世界映画祭“ワールド・グレイツ部門”や釜山国際映画祭への出品が決定している。
監督の石井は、まだ自分が20代という若い感性のうちに“家族”というものを改めてしっかり撮りたいと思っていたため、今までの作品ではプロデューサーに一任していたキャスティングにも積極的にこだわり、妻夫木聡、池松壮亮、原田美枝子、長塚京三という演技の面で信頼できる4人の主要メンバーを集めた。そしてその期待通り、俳優陣は製作陣が長年準備してきたものを一瞬で凌駕する芝居を見せてくれたと監督はのちのインタビューで語っている。
主なロケ地は山梨県上野原市の「コモアしおつ」。他に、神奈川県相模原市の藤野駅など。映画の舞台となっている三好町は実際に原作者の早見和真が住んでいた町で撮影され、家もセットではなくプロデューサーがその町の空き物件を探して撮影された。

### あらすじ
シニアの主婦・玲子は最近、物忘れが激しい。息子の嫁の名まで間違えるようになり病院で検査した結果、脳腫瘍で余命一週間との診断が下った。玲子には病名を知らせずに相談する夫の克明と、息子で会社員の浩介、大学生の俊平。
専業主婦である玲子がサラ金数社から300万円以上の借金をしている事を知る息子たち。自営業だが頼りない夫の克明は6500万の負債があると白状した。自己破産しても家のローンは残り、保証人である浩介が1200万を被ることになるという。玲子の当面の入院費も、克明は浩介に頼るしかなかった。妻が初めての子を妊娠中でもあり、一人で抱え込んで苦悩する浩介。高校生の頃に引き篭もって母親に迷惑をかけた浩介は、人一倍、親思いな息子なのだ。
治療の余地なしとして退院を勧告され、転院先を探す息子たち。普段はチャランポランな弟の俊平が意外と頼りになる事を知る浩介。何軒もの病院を回るうちに誤診かもしれないという話が持ち上がった。再検査のために転院する玲子。
父親に自己破産を勧める浩介。持ち家を手放すことも受け入れる克明。俊平は大学を中退して克明の会社を手伝うという。再検査の結果、玲子は治療の余地のある悪性リンパ腫であることが判明した。
浩介の夫婦仲を案じて各々、妻の深雪に頭を下げに行く俊平と克明。深雪は浩介を理解し、保証人として背負う負債のために転職することも受け入れていた。深雪も含めて家族の絆は、これまで以上に深まった。

### キャスト
- 若菜浩介：妻夫木聡[11][12]
- 若菜俊平：池松壮亮[13]
- 若菜玲子：原田美枝子[14][15]
- 若菜克明：長塚京三[16]
- 若菜深雪：黒川芽以
- 深雪の父：佐々木勝彦
- 深雪の母：梅沢昌代
- ユースケ・サンタマリア
- 鶴見辰吾
- 板谷由夏
- 京子：市川実日子

### スタッフ
- 原作：早見和真
- 脚本・監督：石井裕也[8]
- 製作：竹内力、小西啓介、狩野善則、堀義貴、木滝和幸、若山泰親
- 音楽：渡邊崇
- 撮影：藤澤順一
- 編集：普嶋信一
- 配給・宣伝：ファントム・フィルム
- 製作：「ぼくたちの家族」製作委員会（RIKIプロジェクト、ファントム・フィルム、Breath、ホリプロ、マグネタイズ、モード・フィルム）

### 映画の評価
描かれているのがどこにでもある普通の家族で、自分の家族を振り返って誰もが共感できる家族ドラマになっていることが映画館スタッフなどの間で高評価を得た他、作家のあさのあつこは「単純な言葉では決して言い表せない不思議な情動に駆られた。何度でも見たくなる映画である。」、スタジオジブリの映画プロデューサーである鈴木敏夫は「絶望は希望の始まりということを教えてくれる作品。大傑作！」と評価。映画評論家の宇田川幸洋は、「母親の病気発覚を機に家族がまとまっていく話と言えなくはないが、単純な美談ではなく、闘病記である以上に多額の借金をめぐる金の話が作品にリアリティを与え、おもしろくしている。」と述べた。リリー・フランキーは「妻夫木聡演じる引きこもりの過去をもつ浩介の笑顔でリアリティを感じたし、俊平を演じていた池松壮亮は人間と子犬との中間のような独特な空気感が素晴らしく、彼は天才だ。」と、作品だけはなく俳優陣についても称賛した。原作者の早見和真は「自らが小説で訴えたかったことを100%汲み取ってくれた映画になっていて、小説家として幸せ。間違いなく素晴らしい映画だ。」と監督に感謝のコメントを述べている。その他にも有川浩、よしもとばなな、市村正親ら著名人も絶賛のコメントを寄せている。
2014年5月13日に日本外国特派員協会で行われた記者会見には記者100人が集まり、映画や本作のテーマである”現代の日本の家族”に対する質問が相次いだため、会見は予定時間を大幅にオーバーした。香港での上映が決定した他、台湾や韓国など13か国から上映オファーを受けた。

#### 受賞歴
- 第6回TAMA映画賞[24]
  - 最優秀作品賞
  - 最優秀男優賞 - 妻夫木聡
- 第27回日刊スポーツ映画大賞・石原裕次郎賞
  - 助演男優賞 - 池松壮亮（『海を感じる時』『紙の月』と合わせて受賞[25]）
- 第36回ヨコハマ映画祭
  - 助演男優賞 - 池松壮亮（『紙の月』と合わせて受賞[26]）
  - 2014年日本映画ベストテン 第6位[27]
- 第88回キネマ旬報ベスト・テン
  - 助演男優賞（池松壮亮、『愛の渦』、『海を感じる時』、『紙の月』、『大人ドロップ』、『バンクーバーの朝日』と合わせての受賞）[28][29]
  - 日本映画ベストテン 第5位[30]
- 第38回日本アカデミー賞
  - 新人俳優賞（池松壮亮、『紙の月』『愛の渦』と合わせて）[31]
- 第57回ブルーリボン賞
  - 助演男優賞（池松壮亮、『紙の月』、『海を感じる時』と合わせての受賞）[32]
- 第10回おおさかシネマフェスティバル[33][34]
  - 2014年度ベストテン 第4位（日本映画の部）
  - 助演女優賞（原田美枝子、『蜩ノ記』と合わせて）
  - 脚本賞（石井裕也）

### 関連商品
- ホームメディア（2014年11月21日発売 TCエンタテインメント）[35]
  - 特別版Blu-ray、特別版DVD、通常版DVDの3形態。特別版には特典ディスクが附属する。
- オリジナルサウンドトラック（2014年5月21日発売）